# Admiralbrücke
Admiralbrücke – żelazny most drogowy, znajdujący się w Berlinie, nad Landwehrkanal.
W miesiącach letnich most jest miejscem spotkań okolicznych mieszkańców oraz turystów. Wpisany do rejestru zabytków.

## Historia
Most wzniesiono w latach 1880-1882, według projektu Georga Pinkenburga, na miejscu starszego, drewnianego mostu z 1850 o nazwie Badbrücke. Jest najstarszym zachowanym żelaznym mostem na kanale. Nazwa mostu pochodzi od przechodzącej obok Admiralstraße. Wyremontowano go w 1984.